# Institut für Holztechnologie Dresden

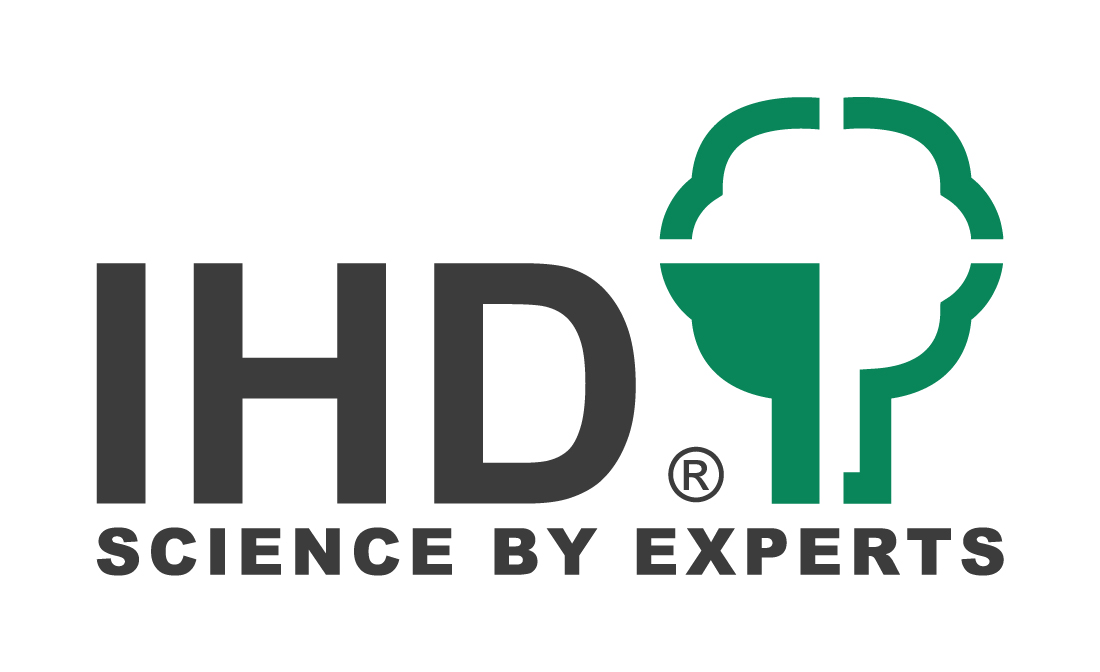

Das Institut für Holztechnologie Dresden (IHD) ist ein privates, gemeinnütziges Forschungsinstitut auf dem Gebiet der wissenschaftlichen Forschung im Bereich der Holztechnologie. Seit Mai 2014 ist es An-Institut der Technischen Universität Dresden an der Fakultät Umweltwissenschaften. Der Trägerverein Institut für Holztechnologie Dresden e. V. (TIHD) ist Mitgliedsvereinigung der Arbeitsgemeinschaft industrieller Forschungsvereinigungen e. V. (AiF).
Das Institut pflegt Kontakte zu wissenschaftlichen Einrichtungen und Unternehmen in mehr als 60 Ländern Europas, Asiens, Amerikas und Australiens. Für Dienstleistungen im Bereich Material-, Bauelemente- und Möbelprüfung hat das IHD eine Tochtergesellschaft, das Entwicklungs- und Prüflabor Holztechnologie Dresden (EPH) mit einer Zweigstelle in Detmold.

## Geschichte
Das Institut wurde 1952 als Institut für Holztechnologie und Faserbaustoffe (IHF) gegründet und 1973 der Vereinigung Volkseigener Betriebe (VVB) Möbelindustrie in Dresden unterstellt. Im Jahr 1980 wurde es mit weiteren Institutionen zum Wissenschaftlich-Technischen Zentrum der holzverarbeitenden Industrie (WTZ Holz) zusammengeschlossen und dem Kombinat Holzwerkstoffe, Beschläge und Maschinen zugeordnet. 1990 erfolgte die Abspaltung des VEB WTZ Holz vom Kombinat; der Versuch, das Institut anderen Einrichtungen wie z. B. der Landesgewerbeanstalt Bayern anzugliedern oder es als An-Institut der TU Dresden weiter zu führen, scheiterten jedoch. Daraufhin wurde im August 1992 der Trägerverein Institut für Holztechnologie Dresden e. V. (TIHD) als neuer Gesellschafter gegründet, das Institut unter dem heutigen Namen in eine gemeinnützige GmbH überführt und im September desselben Jahres die Tochtergesellschaft EPH gegründet.

## Forschung
Die Forschungstätigkeit des IHD erstreckt sich auf folgende Themenfelder:

### Biologie/Holzschutz
Neben den klassischen Themen der Holzkunde gehören zu den Zielstellungen der Forschungstätigkeit die Entwicklung biotechnologischer Verfahren im Holzschutz, Entwicklung von Produkten zur Verbesserung der antimikrobiellen Wirksamkeit bzw. biologischen Beständigkeit von Holz und Holzwerkstoffen sowie die Weiterentwicklung von Prüfmethoden. Zu den Spezialgebieten gehörten die thermische Modifizierung von Holz sowie die molekularbiologische Diagnostik von holzzerstörenden Pilzen.

### Werkstoffe
Zu den Tätigkeitsschwerpunkten im Bereich Werkstoffe gehören die labortechnische Entwicklung, Herstellung, Optimierung und Funktionalisierung von organisch und anorganisch gebundenen Holzwerkstoffen wie Faserplatten, Spanplatten, OSB, Sperrholz, Massivholzplatten und Verbundplatten. Weitere Forschungsprojekte beschäftigen sich mit pulverlackierbaren Holzpartikelwerkstoffen, dem Einsatz der Hochfrequenztechnik bei der Holzwerkstoffherstellung, mit Holzwerkstoffen aus thermisch modifiziertem Holz, mit der Entwicklung neuer Bindemittel und mit Dämmstoffen aus organischen Rohstoffen.

### Oberflächen
Schwerpunkte im Bereich Oberfläche sind Digitaldruck, 3D-Beschichtungen, Applikations-, Härtungs- und Trocknungsverfahren umweltfreundlicher Beschichtungen (Pulver-, Wasser- und UV-Lacke, Wachse/Öle), Brandverhalten und elektrostatische Eigenschaften von Oberflächen und Fußbodensystemen.

### Chemie/Umwelt
Im Bereich Chemie und Umwelt finden die Untersuchungen zu Ursachen und Minderung von Gerüchen (Olfaktometrie) und Schadstoffemissionen aus Holzprodukten statt. Es werden Prüf- und Messverfahren für die Bestimmung von flüchtigen organischen Bestandteilen (VOC), Formaldehyd und Ammoniak entwickelt. Weitere Gebiete sind der Einsatz modifizierter natürlicher Öle zur Beschichtung sowie die Analytik und Entfernung von problematischen Holzschutzmitteln aus Bauwerken und Kunstgütern.

### Physik/Bauteile
Im Forschungsbereich Physik und Bauteile erfolgen u. a. physikalische Werkstoff- und Bauteilprüfungen sowie Entwicklungen von Leichtbauwerkstoffen und Schalldämmsystemen (Wand- und Fußbodenkonstruktionen). Es stehen verschiedene Methoden zu Einzelbauteil- und Systemprüfungen für Fenstern, Türen und Fassaden sowie Fahrzeugkomponenten und Schalungssystemen zur Verfügung. Theoretische Vorbetrachtungen und numerische Berechnungen kommen zum Einsatz (Hot-Box-Methode).

### Möbel/Innenausbau
Im Fokus der Forschungstätigkeit stehen die Gestaltung, Konstruktion und Bewertung von Möbeln angesichts von Herausforderungen, die sich aus der demografischen Entwicklung, aus dem geänderten Nutzungsverhalten und aus neuen technologischen Anforderungen ergeben. Zudem werden neue Materialien und Materialverbunde für Möbel und Innenausbauelementen entwickelt und unter Anwendung moderner Berechnungs- und Vorhersagemethoden (z. B. FEM) auf ihr Alterungsverhalten hin untersucht.

### Schadensanalyse
Aufbauend auf den Erfahrungen aus Forschung und Dienstleistung wird wissenschaftlich basiert Ursachenforschung zu Schäden an Oberflächen und Materialien aufgrund von Witterungseinflüssen, biologischen Angriffen und Strukturfehlern betrieben. Wichtiges Feld ist sowohl die Ursachenfindung als auch die Vermeidung ungewollter Emissionen aus Werkstoffen und Produkten. Die Wissenschaftler des IHD werden dabei in der Regel von Gerichten wie öffentlich bestellte und vereidigte Sachverständige anerkannt.

## Tochtergesellschaft EPH

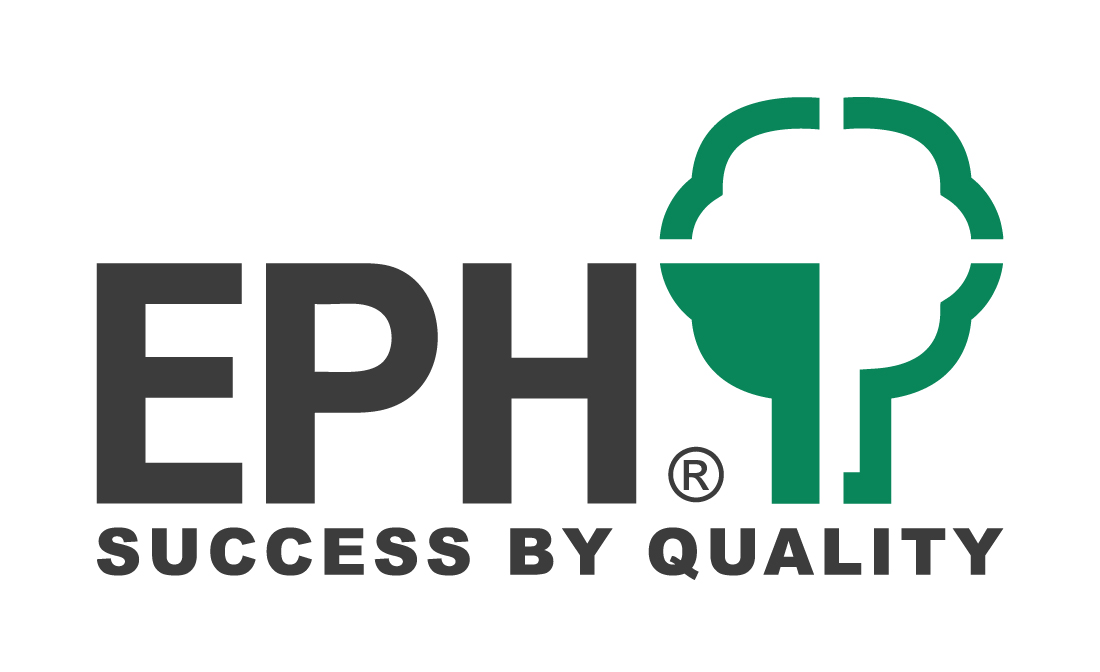

Die Einrichtung ist ein Tochterunternehmen des IHD, das als akkreditierte Prüf-, Überwachungs- und Zertifizierungsstelle Service-Leistungen für ein breites Spektrum von Branchen und Produkten weltweit anbietet. Neben Leistungen im Bereich von „Bauen und Wohnen“, in dem Holz und Holzwerkstoffe eine Rolle spielen, ist das EPH ein Partner für Hersteller und Händler von Zuliefermaterialien.
Als anerkannte Produktzertifizierungsstelle bestimmt das EPH die Leistungseigenschaften von Bauprodukten (z. B. CE) und Möbeln (z. B. GS-Zeichen). Seit August 2008 ist das Prüflabor als Third Party Certifier (TPC Nr. W-12-010) von CARB bzw. EPA anerkannt.

## Information und Wissenstransfer
Das Institut besitzt eine eigene Bibliothek und eine selbst erstellte Datenbank Holztechnologie mit mehr als 90.000 referierten Literaturstellen. Schon 1962 hat das Institut einen Fachthesaurus Holztechnologie erstellt und 1996 eine Fachsystematik Holztechnologie herausgegeben.
Die IHD publizierte zusammen mit dem Institut für Holz- und Papiertechnik der TU Dresden die traditionsreiche Fachzeitschrift holztechnologie (ISSN 0018-3881), die seit 1960 über europaweite Forschungs- und Entwicklungsergebnisse der Holztechnologie berichtet. Nach der zwischenzeitlichen Einstellung 1990 erschien die Zeitschrift von Mai 2005 bis Juli 2024 sechsmal im Jahr.
Das IHD fördert als Veranstalter von Fachtagungen, wie der Deutschen Holzschutztagung, dem Europäischen Thermoholz-Workshop, dem Holzwerkstoff-  und dem Fußbodenkolloquium sowie dem Holzanatomischen Kolloquium, den Wissens- und Erfahrungsaustausch auf dem Gebiet der Holztechnologie. Durch internationale Forschungskooperationen, aktive Mitarbeit in Verbänden und Netzwerken fließen aktuelle Erkenntnisse regelmäßig in die nationale und internationale Normung (DIN, EN, ISO) ein.

## Mitgliedschaften in Fachgremien
Das Institut pflegt Beziehungen zu und ist Mitglied in mehreren Fachgremien, u. a.
- Deutsche Forschungsgesellschaft für Oberflächenbehandlung e. V. (DFO)
- Deutsche Industrieforschungsgemeinschaft Konrad Zuse (ZUSE)
- Deutsches Institut für Normung (DIN)
- Duale Hochschule Sachsen (DHSN)
- Fachagentur Nachwachsende Rohstoffe e. V. (FNR)
- Forschungsgemeinschaft Werkzeuge und Werkstoffe e. V. (FGW)
- Internationaler Verein für Technische Holzfragen e. V. (iVTH)
- Kompetenzzentrum LignoSax, Sächsischer Holzschutzverband e. V.
- Sächsische Industrieforschungsgemeinschaft (SIG)
- Verband Innovativer Unternehmen e. V. (VIU)
- Deutsche Industrieforschungsgemeinschaft Konrad Zuse e. V.